# جائزة وولف في الكيمياء
يتم منح جائزة وولف في الكيمياء مرة واحدة في السنة من قبل مؤسسة وولف في إسرائيل. هي واحدة من جوائز وولف الست التي أنشأتها المؤسسة ومنحت منذ عام 1978؛ الجوائز الأخرى هي الزراعة والرياضيات والطب والفيزياء والفنون.

## الحائزون على الجائزة[1]
| السنة  | الاسم                                                | البلد                                                           | السبب |
| ------ | ---------------------------------------------------- | --------------------------------------------------------------- | --- |
| 1978   | كارل جيراسي                                          | النمسا / الولايات المتحدة                                       | لعمله في الكيمياء الحيوية، وتطبيق التقنيات الطيفية الجديدة، ودعمه للتعاون الدولي. |
| 1979   | هيرمان فرنسيس مارك                                   | النمسا / الولايات المتحدة                                       | لمساهماته في فهم بنية وسلوك البوليمرات الطبيعية والاصطناعية. |
| 1980   | هنري فيرينغ                                          | المكسيك / الولايات المتحدة                                      | لتطويره نظرية المعدل المطلق وتطبيقاتها الخيالية على العمليات الكيميائية والفيزيائية. |
| 1981   | جوزيف شات                                            | المملكة المتحدة                                                 | للمساهمات الرائدة والأساسية في كيمياء المعادن التي تمر بمرحلة انتقالية، وخاصة هيدرات المعادن الانتقالية ومجمعات الدينيتروجين.                                                                               |
| 1982   | جون تشارلس بولانيي                                   | كندا                                                            | لدراساته عن التفاعلات الكيميائية بتفاصيل غير مسبوقة من خلال تطوير تقنية الضيائية الكيميائية بالأشعة تحت الحمراء، وللتصوير بالليزر الكيميائي.                                                                |
| 1982   | جورج بيمنتل                                          | الولايات المتحدة                                                | لتطوير التحليل الطيفي لعزل المصفوفة ولاكتشاف أشعة ليزر التفكك الضوئي والليزر الكيميائي. |
| 1983/4 | هربرت غوتوفسكي                                       | الولايات المتحدة                                                | لعمله الرائد في تطوير وتطبيقات مطيافية الرنين المغناطيسي النووي في الكيمياء. |
| 1983/4 | هاردن ماكونيل                                        | الولايات المتحدة                                                | لدراساته عن التركيب الإلكتروني للجزيئات من خلال التحليل الطيفي للرنين المغنطيسي ولإدخال التطبيقات البيولوجية لتقنيات Spin label.                                                                            |
| 1983/4 | جون وو                                               | الولايات المتحدة                                                | لمساهماته النظرية والتجريبية الأساسية في التحليل الطيفي بالرنين المغناطيسي النووي عالي الدقة في المواد الصلبة.                                                                                              |
| 1984/5 | رودولف ماركوس                                        | كندا / الولايات المتحدة                                         | لإسهاماته في الحركية الكيميائية، وخاصة نظريات التفاعلات غير الجزيئية وتفاعلات نقل الإلكترون. |
| 1986   | إلياس جيمس خوري                                      | الولايات المتحدة                                                | للبحث المتميز على توليف العديد من المنتجات الطبيعية المعقدة للغاية وإظهار طرق جديدة للتفكير في هذه التوليفات.                                                                                               |
| 1986   | ألبرت إيشنموسر                                       | سويسرا                                                          | للبحث المتميز في التوليف، وآليات التجسيم الكيميائي وردود الفعل لتشكيل المنتجات الطبيعية، وخاصة فيتامين B12.                                                                                                 |
| 1987   | ديفيد شيلتون فيليبس ديفيد ميرفين بلو                 | المملكة المتحدة · المملكة المتحدة                               | لمساهمتهم في البروتين البلوري للأشعة السينية وتوضيح هياكل الإنزيمات وآليات عملها. |
| 1988   | جوشوا جورتنر رافائيل ديفيد ليفين                     | إسرائيل · إسرائيل                                               | لدراساتهم النظرية الثاقبة توضح الاستحواذ على الطاقة والتخلص منها في النظم والآليات الجزيئية للانتقائية الديناميكية والنوعية.                                                                                |
| 1989   | دويليو أريجوني آلن باترسبي                           | سويسرا · المملكة المتحدة                                        | لإسهاماتهم الأساسية في توضيح آلية التفاعلات الأنزيمية والتخليق الحيوي للمنتجات الطبيعية. |
| 1990   | لم تمنح                                              | لم تمنح                                                         | لم تمنح |
| 1991   | ريتشارد إرنست                                        | سويسرا                                                          | لمساهماته الثورية في مطيافية الرنين المغناطيسي النووي، وخاصة تحويل فورييه والرنين المغناطيسي النووي ثنائي الأبعاد.                                                                                          |
| 1991   | ألكساندر باينز                                       | رودسيا / الولايات المتحدة                                       | لإسهاماته الثورية في مطيافية الرنين المغناطيسي النووي، وخاصة الرنين المغناطيسي النووي متعدد الكم وذات دورات عالية.                                                                                          |
| 1992   | جون بوبل                                             | المملكة المتحدة                                                 | لإسهاماته البارزة في الكيمياء النظرية، وخاصة في تطوير الأساليب الكمية الحديثة الفعالة والمستخدمة على نطاق واسع.                                                                                             |
| 1993   | أحمد زويل                                            | مصر / الولايات المتحدة                                          | للريادة في تطوير ليزر فيمتوكيمياء. باستخدام الليزر والحزم الجزيئية، مكّنت كيمياء الفيمت الآن من استكشاف تطور التفاعلات الكيميائية لأنها تحدث فعليًا في الوقت الفعلي.                                          |
| 1994/5 | ريتشارد ليرنر بيتر شولتز                             | الولايات المتحدة · الولايات المتحدة                             | لتطوير الأجسام المضادة الحفازة، وبالتالي السماح لحفز التفاعلات الكيميائية التي يعتبر من المستحيل تحقيقها عن طريق الإجراءات الكيميائية الكلاسيكية.                                                           |
| 1995/6 | جيلبرت ستورك صموئيل دانيشيفسكي                       | الولايات المتحدة · الولايات المتحدة                             | لتصميم وتطوير تفاعلات كيميائية جديدة والتي فتحت طرقا جديدة لتوليف الجزيئات المعقدة، وخاصة السكريات والعديد من المركبات الحيوية والبيولوجية الأخرى.                                                          |
| 1996/7 | لم تمنح                                              | لم تمنح                                                         | لم تمنح |
| 1998   | غيرهارد إرتل غابور سومورجاي                          | ألمانيا · المجر / الولايات المتحدة                              | لمساهماتهم البارزة في مجال علوم السطح بشكل عام، ولتوضيح الآليات الأساسية للتفاعلات الحفازة غير المتجانسة في الأسطح البلورية المفردة على وجه الخصوص.                                                         |
| 1999   | ريمون لوميوكس                                        | كندا                                                            | لإسهاماته الأساسية والمنوية في دراسة وتوليف السكريات وتوضيح دورها في التعرف الجزيئي في النظم البيولوجية. |
| 2000   | فرانك ألبرت قوطون                                    | الولايات المتحدة                                                | لفتح مرحلة جديدة تمامًا من كيمياء المعادن الانتقالية القائمة على أزواج ومجموعات من ذرات المعادن المرتبطة مباشرة بواسطة روابط مفردة أو متعددة.                                                                |
| 2001   | هنري كاغان ريوجي نويوري كارل باري شاربلس             | فرنسا · اليابان · الولايات المتحدة                              | لعملهم الرائد والإبداعي والحاسم في تطوير الحفز غير المتناظر من أجل تخليق الجزيئات اللولبية، مما يزيد بشكل كبير من قدرة البشرية على خلق منتجات جديدة ذات أهمية أساسية وعملية.                                |
| 2002/3 | لم تمنح                                              | لم تمنح                                                         | لم تمنح |
| 2004   | هاري بي. غراي                                        | الولايات المتحدة                                                | للعمل الرائد في الكيمياء الحيوية غير العضوية، وكشف مبادئ جديدة للبنية ونقل الإلكترون بعيد المدى في البروتينات.                                                                                              |
| 2005   | ريتشارد زير                                          | الولايات المتحدة                                                | لتطبيقاته البارعة لتقنيات الليزر، لتحديد الآليات المعقدة في الجزيئات، واستخدامها في الكيمياء التحليلية. |
| 2006/7 | عادا يونات جورج فيهير                                | إسرائيل · الولايات المتحدة                                      | لاكتشافات هيكلية بارعة لآلة الريبوسوم لتشكيل رابطة الببتيد والعمليات الأولية مدفوعة بالضوء في عملية التمثيل الضوئي.                                                                                         |
| 2008   | وليام مورنر ألين بارد                                | الولايات المتحدة · الولايات المتحدة                             | لإبداع مجال جديد من العلوم، الطيف الجزيئي الفردي والكيمياء الكهربائية، مع التأثير على النظام النانوي، من المجال الجزيئي والخلوي إلى أنظمة المواد المعقدة.                                                   |
| 2009   | لم تمنح                                              | لم تمنح                                                         | لم تمنح |
| 2010   | لم تمنح                                              | لم تمنح                                                         | لم تمنح |
| 2011   | ستيوارت رايس تشينغ دبليو تانغ كرزيسستوف ماتيجازيفسكي | الولايات المتحدة · الولايات المتحدة · بولندا / الولايات المتحدة | للمساهمات الإبداعية العميقة في العلوم الكيميائية في مجال التوليف، وخصائص وفهم المواد العضوية. |
| 2012   | بول إليفيساتوس                                       | الولايات المتحدة                                                | لتطويره للبلورات النانوية غير العضوية الغروية باعتبارها لبنة في علم النانو وتقديم مساهمات أساسية في السيطرة على تخليق هذه الجسيمات، لقياس وفهم خصائصها الفيزيائية.                                          |
| 2012   | تشارلز ليبر                                          | الولايات المتحدة                                                | لإسهاماته الأساسية في الكيمياء النانوية وخاصة تخليق أسلاك أشباه الموصلات أحادية البلورية، وتوصيف الخواص الفيزيائية الأساسية للأسلاك متناهية الصغر، وتطبيقها على الإلكترونيات والضوئيات والطب النانوي.       |
| 2013   | روبرت لانجر                                          | الولايات المتحدة                                                | لتصور وتنفيذ التطورات في كيمياء البوليمرات التي توفر كل من أنظمة إطلاق الأدوية الخاضعة للرقابة والمواد الحيوية الجديدة.                                                                                     |
| 2014   | تشي هيوي وونغ                                        | تايوان / الولايات المتحدة                                       | لإسهاماته العديدة والمبتكرة في تطوير أساليب مبتكرة للتوليف القابل للبرمجة والتطبيقية من السكريات المعقدة والبروتينات الجليكول.                                                                              |
| 2015   | لم تمنح                                              | لم تمنح                                                         | لم تمنح |
| 2016   | كرياكوس نيكولاو                                      | قبرص / الولايات المتحدة                                         | لتعزيز مجال التوليف الكيميائي إلى أقصى درجات التعقيد الجزيئي، وربط الهيكل والوظيفة وتوسيع سيطرتنا على واجهة الكيمياء والبيولوجيا والطب.                                                                     |
| 2016   | ستيوارت شرايبر                                       | الولايات المتحدة                                                | لاستكشاف الأفكار الكيميائية الرائدة في منطق نقل الإشارات وتنظيم الجينات التي أدت إلى علاجات جديدة مهمة ولتطوير البيولوجيا الكيميائية والطب من خلال اكتشاف تحقيقات جزيء صغير.                                |
| 2017   | روبرت بيرغمان                                        | الولايات المتحدة                                                | لاكتشافه لاستجابات تفعيل روابط الكربون الهيدروجينية في الهيدروكربونات بواسطة المجمعات المعدنية العضوية القابلة للذوبان.                                                                                     |
| 2018   | عمر ياغي                                             | الأردن / الولايات المتحدة                                       | للريادة في الكيمياء الشبكية عبر الأطر المعدنية العضوية (MOFs) والأطر العضوية التساهمية (COFs). |
| 2018   | ماكوتو فوجيتا                                        | اليابان                                                         | لتصور مبادئ التجميع الموجه بالمعادن التي تؤدي إلى مجمعات كبيرة يسهل اختراقها. |
| 2019   | ستيفن بوخوالد جون هارتفيج                            | الولايات المتحدة · الولايات المتحدة                             | من أجل الريادة في تطوير الإجراءات المحفزة للمعادن التي تكون قابلة للتطبيق على نطاق واسع وتسمح بتكوين روابط غير متجانسة الكربون من جميع الأنواع بكفاءة ودقة غير معروفين من قبل.                              |
| 2020   | لم تمنح                                              | لم تمنح                                                         | لم تمنح |
| 2021   | ليزلي ليسيرويتز مئير لاهاف                           | إسرائيل · إسرائيل                                               | لتأسيس التأثيرات المتبادلة الأساسية للتركيب الجزيئي ثلاثي الأبعاد على هياكل البلورات العضوية بشكل تعاوني.                                                                                                   |
| 2022   | بوني لين باسلر كارولين بيرتوزي بنيامين كرافات الثالث | الولايات المتحدة · الولايات المتحدة · الولايات المتحدة          | لمساهماتهم الأساسية في فهم كيمياء الاتصالات الخلوية وابتكار منهجيات كيميائية لدراسة دور الكربوهيدرات والدهون والبروتينات في مثل هذه العمليات البيولوجية.                                                    |
| 2023   | تشوان هي هيرواكي سوجا جيفري كيلي                     | الولايات المتحدة · اليابان · الولايات المتحدة                   | للاكتشافات الرائدة التي تلقي الضوء على الوظائف والاختلالات المرضية للحمض النووي الريبي والبروتينات ولإنشاء استراتيجيات لتسخير قدرات هذه البوليمرات الحيوية بطرق جديدة للتخفيف من الأمراض التي تصيب الإنسان. |

## وصلات خارجية
- جائزة وولف في الكيمياء الموقع الرسمي.